# Шкіртрест
Шкіртрест  — український футбольний клуб з Одеси, заснований 1924 року.

## Історія
Команда виступала в місцевих одеських змаганнях й представляла Спілку шкіряних підприємств та Профспілки працівників шкіряної промисловості. Розформований на початку 1930-х років.

## Досягнення
- Одеська футбольна ліга
  -  Чемпіон (1): 1925

## Відомі гравці
- Георгій Борисевич
- Іван Борисевич
- Михайло Волін
- Олександр Злочевський
- Петро Калашников
- Михайло Малхасов
- Казимир Піонтковський